# 이달 (배우)
이달(1987년 12월 20일 ~ )은 대한민국의 배우이다.

## 출연작

### 영화
- 《젠틀맨》 (2022년) - 필용 역
- 《장산범》 (2017년) - 경찰 1 역
- 《신기루》 (2016년) - 조태희 역
- 《유턴》 (2016년) - 사채업자 1 역
- 《나를 잊지 말아요》 (2016년) - 순경 역
- 《용건만 간단히》 (2014년) - 종찬 역
- 《루이스 자네티의 영화의 이해》 (2014년) - 진지한 역
- 《슬로우 비디오》 (2014년) - 김 순경 역
- 《네버다이 버터플라이》 (2013년) - 남민식 역
- 《밤의 여왕》 (2013년) - 이등병 역
- 《숨바꼭질》 (2013년) - 퀵서비스 역
- 《말로는 힘들어》 (2013년)
- 《회사원》 (2012년) - 인사팀 사원 역
- 《로맨스 조》 (2012년) - 대학생 서담 역
- 《체포왕》 (2011년) - 서대문 형사 3 역
- 《한걸음》 (2010년) - 광수 역

### 드라마
- 《굿보이》 (JTBC, 2025년) - 은토끼 역
- 《모범택시 2》 (SBS, 2023년) - 민종선 역 - 클럽 Black Sun의 가드대장
- 《성스러운 아이돌》 (tvN, 2023년) - 김무록 역
- 《오늘의 웹툰》 (SBS, 2022년) - 뽐므 작가 스토커 역 (특별출연)
- 《경찰수업》 (KBS2, 2021년) - 노범태 역
- 《슬기로운 의사생활 2》 (tvN, 2021년) - 김재환 역
- 《빈센조》 (tvN, 2021년) - 전수남 역
- 《슬기로운 의사생활》 (tvN, 2020년) - 김재환 역
- 《으라차차 와이키키 2》 (JTBC, 2019년)
- 《드라마 스테이지 - 진추하가 돌아왔다》 (tvN, 2018년)
- 《스케치》 (JTBC, 2018년)
- 《검법남녀》 (MBC, 2018년) - 박병구 역
- 《착한마녀전》 (SBS, 2018년)
- 《브라보 마이 라이프》 (SBS, 2018년)
- 《나쁜 녀석들 : 악의 도시》 (OCN, 2018년) - 조영기 역
- 《언터처블》 (JTBC, 2017년) - 윤동식 아들 역
- 《투깝스》 (MBC, 2017년) - 용 역
- 《멜로홀릭》 (OCN, 2017년) - 동창남 역
- 《블랙》 (OCN, 2017년) − 손병호 역
- 《병원선》 (MBC, 2017년) - 다큐팀연출 역
- 《수상한 파트너》 (SBS, 2017년) - 민영훈 역[3]
- 《조작》 (SBS, 2017년) - 수감자 최창수 역
- 《쌈 마이웨이》 (KBS2, 2017년) - 건수 역
- 《김과장》 (KBS2, 2017년) - 음주범 역
- 《아임 쏘리 강남구》 (SBS, 2017년) - 용태 역
- 《시그널》 (tvN, 2016년) - 일진 역
- 《두번째 스무살》 (tvN, 2015년)
- 《미생》 (tvN, 2014년)
- 《그 겨울, 바람이 분다》 (SBS, 2013년) - 남식 역